# Safareig de Cal Ròmul Torrents
El Safareig de Cal Ròmul Torrents és una obra del municipi de Sant Pere de Riudebitlles (Alt Penedès) inclosa en l'Inventari del Patrimoni Arquitectònic de Catalunya. El safareig forma part de les diverses construccions situades dins el centre urbà de Sant Pere de Riudebitlles, interessants per aspectes concrets: composició o coronaments de façana, motius ornamentals, etc.